# Alberto (poemat)
Alberto – poemat Johna Snowdena Hopkinsa, opublikowany w Baltimore w 1842 nakładem oficyny Woods& Crane w tomie The Poetical Works of John Snowden Hopkins, Containing Alberto, an Epic Poem; Delascus, a Dramatic Poem; Together with Miscellaneous Poems. użycie w tytule książki sformułowania Dzieła Poetyckie miało na celu podkreślenie autorstwa i podniesienie prestiżu publikacji. Utwór został napisany oktawą, czyli strofą ośmiowersową, rymowaną abababcc.
America! "my own, my native land!" 

The birth-place of Alberto as of me,— 

The soil that holds its fathers' ashes, and 

The champions of her cause and liberty; 

Great in her greatness— girded with the band 

Of freedom, forged in her sons' unity — 

The proud heirs of freedom, the heritage 

Bequeathed by patriot- father and by sage.